# Investidura (parte 2)
 Investidura (parte 2) es el décimo quinto capítulo de la cuarta temporada de la serie dramática El ala oeste de la Casa Blanca.

## Argumento
Will Bailey sigue intentando arreglar la situación de Kundún. Cada vez más frustrado, ve cómo van cambiando más cosas de su discurso de investidura. La política de estado es no intervenir por motivos humanitarios en ningún conflicto. Los actos de genocidio crecen en el país africano y Will termina destrozando una ventana del despacho de Toby.
Mientras, Danny Concannon sigue investigando la muerte del Ministro de Defensa de Qumar. Hay una filtración en la Casa Blanca sobre un informe sobre las bajas americanas en Kundún y un comentario de un ayudante que dice que todos son leales si no tienen uniforme. Este ayudante estaba enfadado porque habían denegado 10000 millones a Defensa. Donna Moss carga con la culpa, pero finalmente Josh Lyman descubre la verdad y va a recogerla a su casa. Ha sido su novio, el capitán de corbeta Jack Reese.
El Presidente sigue buscando una biblia para su juramento, y Charlie Young se la consigue minutos antes de la investidura. Finalmente, cambia de opinión sobre Kundun, y decide mandar tropas. Y tras la investidura, nombra a Will Subdirector de Comunicaciones, a petición de Toby en una ceremonia emotiva con sus asesores más cercanos: Donna, Charlie, Leo, Toby, Josh y su mujer Abigail Bartlet.  .

## Curiosidades
- Algunas escenas de esta episodio fueron rodadas sobre lugares reales de los momentos de investidura, como el paseo por la Constitution Avenue, que fue expresamente cortada durante casi 7 horas.[1]

## Premios
- Nominada a la Mejor Serie Dramática en los Premios Emmy.[1]